# Bettadanagenahalli, Chitradurga
Bettadanagenahalli là một làng thuộc tehsil Chitradurga, huyện Chitradurga, bang Karnataka, Ấn Độ.